# Ordine di Osmanie
L'Ordine di Osmanie fu un ordine cavalleresco dell'Impero ottomano.

## Storia
L'Ordine di Osmanie venne fondato il 9 dicembre 1861 dal Sultano Abdul Aziz. Pur non essendo il più alto ordine cavalleresco dell'Impero Ottomano era ad ogni modo il più alto onore raggiungibile dagli ufficiali in carriera per meriti militari e a loro era prevalentemente rivolto.
Questo ordine venne anche concesso a ufficiali inglesi al servizio dell'Impero Ottomano in Egitto e in Sudan per meriti e distinzioni nel campo militare.
L'Ordine era suddiviso originariamente nelle sole classi di Cavaliere Gran Commendatore, Commendatore e Cavaliere, mentre nel 1867 venne ampliato con l'aggiunta delle classi di Ufficiale e Grand'Ufficiale.

## Gradi
L'ordine disponeva di quattro classi di benemerenza con un numero fissato di insigniti:
- I classe (50 membri)
- II classe (200 membri)
- III classe (1000 membri)
- IV classe (2000 membri)

| Medaglie              | Medaglie               | Medaglie                | Medaglie               |
| --------------------- | ---------------------- | ----------------------- | ---------------------- |
|                       |                        |                         |                        |
| Nastri                |                        |                         |                        |
| Cavaliere di I classe | Cavaliere di II classe | Cavaliere di III classe | Cavaliere di IV classe |

## Insegna
La medaglia dell'ordine consiste in una stella ad otto punte in argento smaltata di verde, con raggi d'argento più piccoli tra i raggi della stella. Il medaglione centrale è smaltato di verde con un anello d'oro e porta al centro una mezzaluna accompagnata da un ornamento calligrafico.
Il nastro era verde con una striscia rossa per parte.